# ビリア

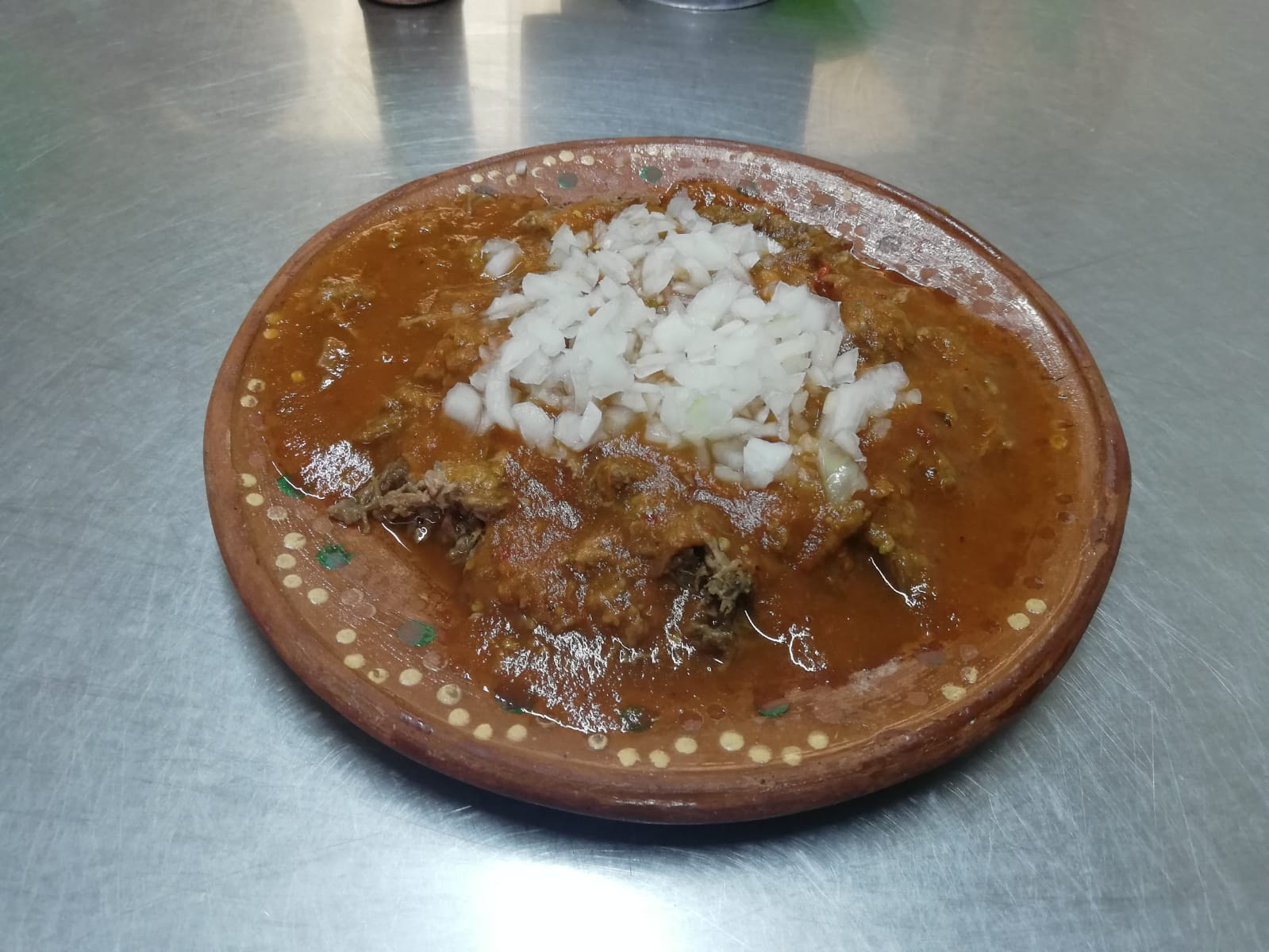
角切りタマネギを乗せたビリア

ビリア（スペイン語: birria）は、メキシコハリスコ州グアダラハラの名物料理。ハリスコ州を代表する郷土料理である。

## 概要
「ビリア」はヤギの意味であり、ヤギ肉やラム肉、牛肉、豚肉を香辛料で煮込み、トマトやタマネギ、トウガラシなどを加えてさらに煮込んだ料理である。なお、作り方は地域や家庭によって異なることもある。
食べ方も様々であり、スープのように飲んだり、タコスを浸したり、トルティーヤに巻いて食べたることもある。
誕生日や結婚式など、家族の祝い事の際に食される。

## 歴史

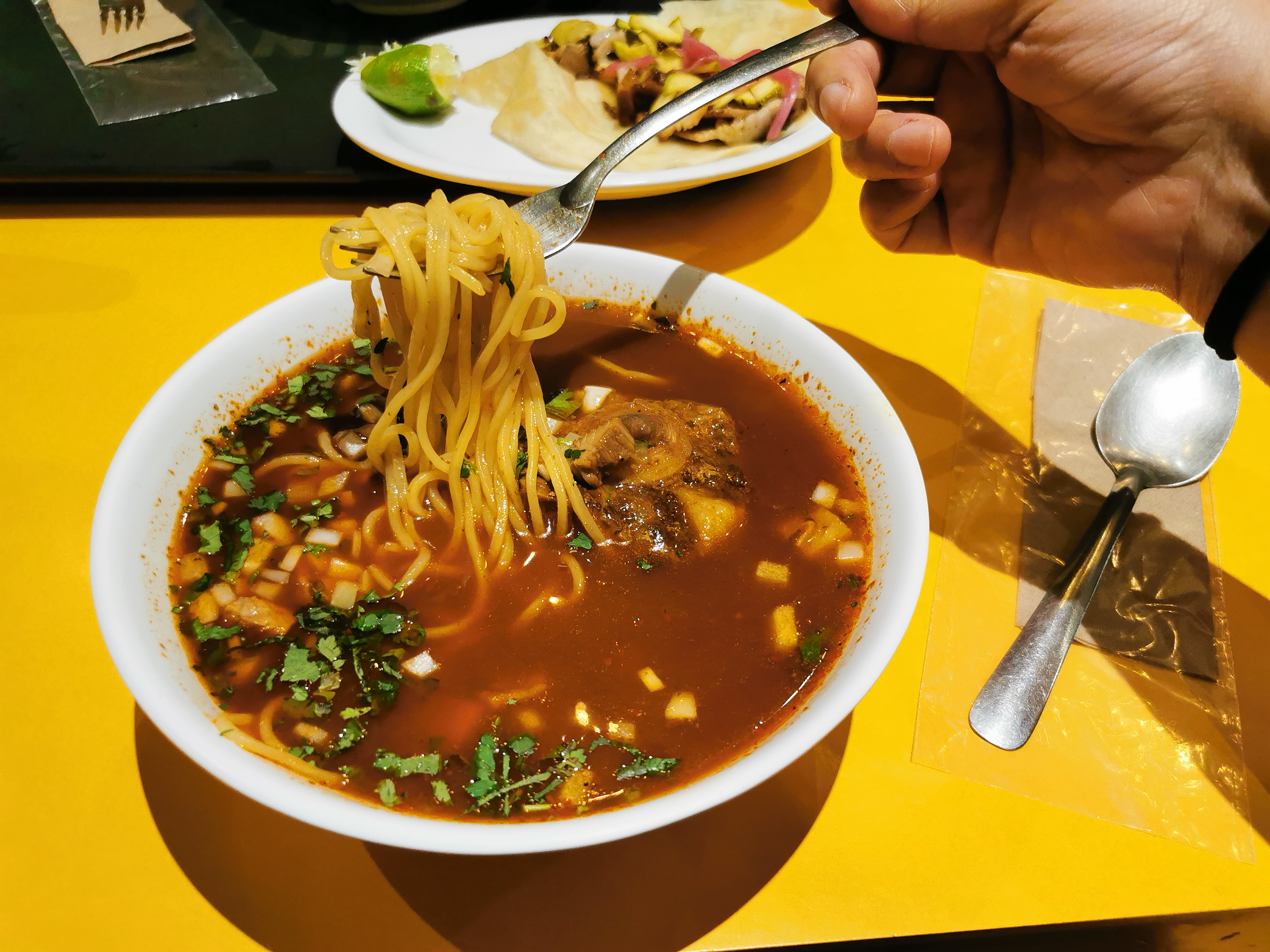
ビリアラーメン

スペインによるアメリカ大陸の植民地化後に、スペイン人が持て余したヤギ肉がメキシコに持ち込んまれた。獣臭く筋張ったヤギ肉を料理するのに、当時のメキシコ人はハーブやスパイスを使用して、ビリアが誕生した。スペイン人がヤギ肉を持て余して、メキシコ人に提供したことは、「ビリア」という名前がスペイン語では「価値のない」という意味の蔑称であったことからもうかがえる。

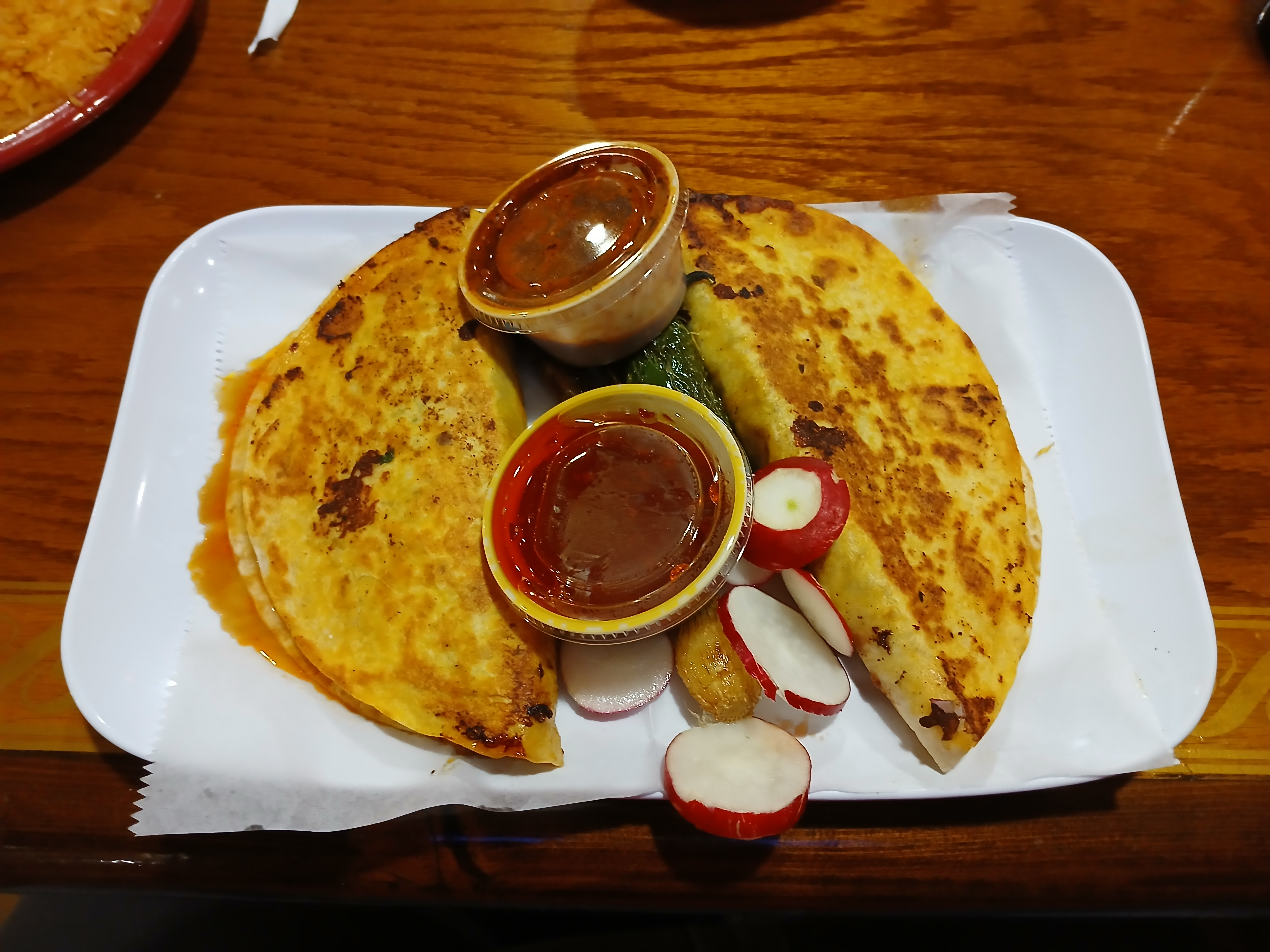
ケサビリア（フェアファックス郡 (バージニア州)）

誕生当初のビリアはヤギ肉を蒸し焼きにするような調理技法が使われていた。
現在、一般的なビリアの調理法となっているシチュー状に煮込むようになったのは1950年頃のことで、ティフアナでタコス屋を営むGuadalupe Zárateが肉が焦げないようにビリアに水を加えたのがきっかけと言われている。また、Zárateはビリアで伝統的に使用されていたヤギ肉を牛肉に切り替えた。こうして、チリソース、トマト、タマネギ、ニンニク、多種のハーブとスパイスが詰まった風味豊かなソースで作られたメキシコ風ビーフシチューのようなビリアが誕生し、ティフアナ風ビリア（英語: beef birria、スペイン語: birria de res）は、人気を博することになった。
2000年代になるとティフアナではティフアナ風ビリアを具にしたタコスが考案される。トルティーヤにティフアナ風ビリアとチーズを挟んだこの料理は、ケサビリアと呼ばれ、こちらも人気となった。
アメリカ合衆国・ロサンゼルスにケサビリアを提供する店舗がティフアナから出店すると、ティフアナ風ビリアのシチューをカップに注いで一緒に提供され、ケサビリアをシチューに浸しながら食べるスタイルがインスタ映えするとしてSNSを通じて大人気となった。
2015年ごろにメキシコシティで人気シェフのAntonio de Livierが経営するレストランÁnimo Ay Caldos!でBirriamen（ビリアラーメン）を考案し、大人気となった。
2019年頃にはビリアラーメンもアメリカ合衆国内で提供されるようになり、アメリカでも人気を博す。
ケサビリア、ビリアラーメンの成功を受けて、アメリカ合衆国ではビリアのアレンジメニュー広がっており、パスタ、ピザ、サンドイッチ、餃子、ポットパイ、リゾット、ハンバーガーなども考案されている。